# Гощанувко
Гощанувко (пол. Goszczanówko, нім. Guschterbruch) — село в Польщі, у гміні Дрезденко Стшелецько-Дрезденецького повіту Любуського воєводства.
Населення — 145 осіб (2011).
У 1975-1998 роках село належало до Гожовського воєводства.

## Демографія
Демографічна структура станом на 31 березня 2011 року:
|          | Загалом | Допрацездатний вік | Працездатний вік | Постпрацездатний вік |
| -------- | ------- | ------------------ | ---------------- | -------------------- |
| Чоловіки | 80      | 22                 | 52               | 6                    |
| Жінки    | 65      | 15                 | 38               | 12                   |
| Разом    | 145     | 37                 | 90               | 18                   |